# معركة يافا (1102)
وقعت معركة يافا في 27 مايو 1102، عندما هزم الصليبيون بقيادة بلدوين الأول ملك بيت المقدس، الجيش الفاطمي خارج أسوار مدينة يافا.

## خلفية تاريخية
أرسل الفاطميون جيشاً بقيادة شرف المعالي بن الوزير الأفضل بدر الجمالي للثأر من هزيمتهم في معركة الرملة الأولى التي وقعت في سبتمبر 1101. وصل الجيش إلى عسقلان في مايو 1102 ولما سمع به بلدوين، حشد جنده في يافا وخرج بقوة استطلاعية صغيرة من 200 فارس بين يافا والرملة. لكن الفاطميين باغتوه وقتلوا أغلب فرسانه ونجا هو بأعجوبة، وذلك في معركة الرملة الثانية في 17 مايو.

## المعركة
فر بلدوين إلى الرملة وتبعه الفاطميون وضربوا حصاراً على المدينة حتى سقطت في أيديهم، لكن بلدوين كان قد فر منها إلى يافا ليلاً. وتبعه الفاطميون مرة أخرى، فغير مساره إلى أرسوف في شمال يافا، وحشد من بها من الصليبيين، وحملهم عن طريق البحر إلى يافا لنجدة الجيش الصليبي بها، ومن حسن طالعه أنه قابل أسطولاً إنجليزياً كبيراً من مائتي سفينة كان يحمل كثيراً من الجنود والحجاج، فاستعان به لتعزيز قواته، ودخل بلدوين يافا من مينائها على الرغم من أن السفن الفاطمية كانت راسية فيه، وأخذ في تنظيم جيوشه في داخل المدينة.
خرج بلدوين بجيشه من يافا في 27 مايو 1102 وهاجم الفاطميين خارج أسوار المدينة ونجح في هزيمتهم هزيمة ساحقة في بضع ساعات مقابل خسائر طفيفة وفر من بقي من الفاطميين إلى عسقلان.

## نتائجها
تمكن الصليبيون من فك حصار يافا وإنزال هزيمة ساحقة بالفاطميين هي الثانية خلال ثمانية أشهر مما أبرز هشاشة قوتهم العسكرية، من ناحية أخرى ساهمت المعركة في توطيد ركائن مملكة بيت المقدس.